# Olympische Winterspiele 1948/Eiskunstlauf
Bei den V. Olympischen Winterspielen 1948 in St. Moritz fanden drei Wettbewerbe im Eiskunstlauf statt. Austragungsorte waren das Olympia-Eisstadion Badrutts Park sowie der Kulm Eisbahn für die Pflichtläufe der Männer und Frauen. Die Kunsteisbahnen besaßen die standardisierte Größe von 60 × 30 m. Die Bewerbe mussten allesamt bei Tag stattfinden, da eine geeignete Lichtanlage für Abendveranstaltungen fehlte.

## Bilanz

### Medaillenspiegel
| Platz | Land                   | Gold | Silber | Bronze | Gesamt |
| ----- | ---------------------- | ---- | ------ | ------ | ------ |
| 1     | Kanada                 | 1    | –      | 1      | 2      |
| 2     | Belgien                | 1    | –      | –      | 1      |
| 2     | Vereinigte Staaten     | 1    | –      | –      | 1      |
| 4     | Österreich             | –    | 1      | 1      | 2      |
| 5     | Schweiz                | –    | 1      | –      | 1      |
| 5     | Ungarn                 | –    | 1      | –      | 1      |
| 7     | Vereinigtes Königreich | –    | –      | 1      | 1      |

### Medaillengewinner
| Konkurrenz | Gold                               | Silber                     | Bronze                                |
| ---------- | ---------------------------------- | -------------------------- | ------------------------------------- |
| Herren     | Richard Button                     | Hans Gerschwiler           | Edi Rada                              |
| Damen      | Barbara Ann Scott                  | Eva Pawlik                 | Jeannette Altwegg                     |
| Paare      | Micheline Lannoy / Pierre Baugniet | Andrea Kékesy / Ede Király | Suzanne Morrow / Wallace Diestelmeyer |

## Ergebnisse
- K = Kür
- P = Pflicht
- Pz = Platzziffer
- Pkt. = Punkte

### Herren
| Platz | Land | Sportler             | P  | K  | Pz  | Pkt.    |
| ----- | ---- | -------------------- | -- | -- | --- | ------- |
| 1     | USA  | Richard Button       | 01 | 01 | 010 | 191,177 |
| 2     | SUI  | Hans Gerschwiler     | 02 | 03 | 023 | 181,122 |
| 3     | AUT  | Edi Rada             | 03 | 04 | 033 | 178,133 |
| 4     | USA  | John Lettengarver    | 04 | 02 | 036 | 176,400 |
| 5     | HUN  | Ede Király           | 03 | 05 | 042 | 174,400 |
| 6     | USA  | James Grogan         | 09 | 06 | 062 | 168,711 |
| 7     | GBR  | Graham Sharp         | 06 | 08 | 067 | 167,044 |
| 8     | AUT  | Hellmut May          | 07 | 07 | 068 | 165,666 |
| 9     | AUT  | Helmut Seibt         | 08 | 12 | 079 | 162,655 |
| 10    | TCH  | Vladislav Čáp        | 10 | 11 | 096 | 160,233 |
| 11    | BEL  | Fernand Leemans      | 11 | 14 | 104 | 157,822 |
| 12    | CAN  | Wallace Diestelmeyer | 13 | 09 | 110 | 156,322 |
| 13    | TCH  | Zdeněk Fikar         | 12 | 13 | 114 | 154,155 |
| 14    | SUI  | Karl Enderlin        | 14 | 10 | 110 | 154,244 |
| 15    | ITA  | Carlo Fassi          | 16 | 15 | 135 | 145,966 |
| 16    | DEN  | Per Cock-Clausen     | 15 | 16 | 135 | 145,533 |

Pflicht: 2. Februar, 9:30 Uhr

Kür: 5. Februar, 14:45 Uhr
An diesem Wettbewerb nahmen 16 Eiskunstläufer aus 10 Ländern teil. Gezeigt werden musste eine Pflicht mit fünf Figuren sowie eine fünf Minuten dauernde Kür. Die verlangten Pflichtfiguren waren: Wende, Gegenwende, Doppeldreier-Paragraph, Schlingen-Paragraph, Gegendreier-Paragraph (siehe auch: Eiskunstlaufelemente).
Als Favoriten galten der amtierende Weltmeister Hans Gerschwiler aus der Schweiz und der amtierende Europameister Richard Button aus den USA. Button führte überraschenderweise schon im Pflichtlaufen in fast allen Figuren. In der Kür zeigte sich auch seine überlegene Sprungtechnik. Er sprang als erster Läufer einen doppelten Axel und zeigte auch Elemente, die man sonst nur aus Bodenübungen kannte. So war etwa ein Grätschsprung mit 1,50 m Höhe Teil seiner Vorführung. Überlegen wurde er Olympiasieger vor Gerschwiler und dem Österreicher Edi Rada. Zum Kürbewerb waren zehntausend Zuseher ins Eisstadion gekommen und Tausende standen mit Feldstechern und Operngläsen auf den umliegenden Hängen. Das Eis war weich. Ein kleines Malheur gab es beim Vortrag von Vladislav Čáp, als plötzlich die Schallplatte ihren Dienst versagte und er gezwungen war, sein Programm ohne musikalische Untermalung vorzutragen.

### Damen
| Platz | Land | Sportler             | P  | K  | Pz    | Pkt.    |
| ----- | ---- | -------------------- | -- | -- | ----- | ------- |
| 1     | CAN  | Barbara Ann Scott    | 01 | 01 | 011   | 163,077 |
| 2     | AUT  | Eva Pawlik           | 03 | 02 | 024   | 157,588 |
| 3     | GBR  | Jeannette Altwegg    | 02 | 06 | 028   | 156,166 |
| 4     | TCH  | Jiřina Nekolová      | 04 | 04 | 034   | 154,088 |
| 5     | TCH  | Alena Vrzáňová       | 07 | 03 | 044   | 153,044 |
| 6     | USA  | Yvonne Sherman       | 08 | 05 | 062   | 149,833 |
| 7     | GBR  | Bridget Adams        | 05 | 16 | 069   | 148,644 |
| 8     | USA  | Gretchen Merrill     | 06 | 11 | 073   | 148,466 |
| 9     | AUT  | Martha Bachem        | 14 | 07 | 103   | 144,456 |
| 10    | GBR  | Marion Davies        | 11 | 12 | 104   | 144,766 |
| 11    | USA  | Eileen Seigh         | 10 | 10 | 110   | 144,111 |
| 12    | CAN  | Marilyn Ruth Take    | 12 | 13 | 110,5 | 143,722 |
| 13    | TCH  | Dagmar Lerchová      | 15 | 08 | 112   | 144,433 |
| 14    | CAN  | Suzanne Morrow       | 09 | 15 | 117   | 143,655 |
| 15    | SUI  | Maja Hug             | 13 | 19 | 137   | 141,522 |
| 16    | FRA  | Jacqueline du Bief   | 16 | 21 | 147,5 | 139,022 |
| 17    | HUN  | Mária Saáry          | 17 | 14 | 142   | 140,944 |
| 18    | AUT  | Hildegard Appeltauer | 18 | 20 | 155   | 139,300 |
| 19    | GBR  | Jill Hood-Linzee     | 19 | 18 | 145   | 140,200 |
| 20    | AUT  | Ingeborg Solar       | 23 | 09 | 186   | 135,444 |
| 21    | HUN  | Éva Lindner          | 22 | 17 | 192   | 134,188 |
| 22    | NOR  | Marit Henie          | 21 | 23 | 194   | 133,111 |
| 23    | SUI  | Lotti Höner          | 23 | 20 | 186   | 134,211 |
| 24    | ITA  | Grazia Barcellona    | 25 | 24 | 218   | 122,211 |
| 25    | SUI  | Doris Blanc          | 24 | 25 | 221   | 122,622 |

Pflicht: 3. Februar, 9:00 Uhr und 5. Februar

Kür: 6. Februar, 7:30 Uhr
Es nahmen 25 Eiskunstläuferinnen aus 10 Ländern an diesem Wettbewerb teil. In der Pflicht mussten diese fünf Figuren zeigen, gefolgt von einer vierminütigen Kür. Es wurden dieselben Pflichtelemente verlangt wie bei den Herren.
Die plötzlich wärmeren Temperaturen brachten nicht nur bei den 10.000-m-Eisschnelllaufbewerben und im Eishockey, sondern auch in der Damenpflicht Probleme, da die Athletinnen schon nach der ersten Pflichtübung im weichen Eis stecken blieben. So konnte die Pflicht nach einer witterungsbedingten Unterbrechung von anderthalb Tagen erst am Vormittag des 5. Februar fortgesetzt werden. Es waren noch drei Figuren nachzuholen. Bei der Kür gab es einen erneuten Zuschauerrekord. Es waren keine großen Überraschungen mehr zu erwarten, die Favoritinnen hatten sich schon nach der Pflicht in die vorderen Ränge geschoben. Es gelang einzig Pawlik und Vrzáňová, noch auf Rang 2 bzw. 5 vorzustoßen.
Die Kanadierin Barbara Ann Scott, die als klare Favoritin gegolten hatte, lief gesamthaft betrachtet die beste Kür. Es gab Läuferinnen, die höher sprangen, noch bessere Pirouetten drehten und im Aufbau ihrer Kombinationen mehr zu zeigen hatten. Aber alles zusammengerechnet war Scott am besten. Allgemein war die Leistungssteigerung unverkennbar. Dies zeigte sich nicht allein in der großen Zahl von Doppelsprüngen, neuartigen Pirouetten und schweren Verbindungsschritten, sondern auch in der Sicherheit, wie diese Schwierigkeiten rhythmisch gemeistert wurden. Einige Stürze waren nur zum geringen Teil auf Unsicherheiten, sondern eher auf die Eisverhältnisse zurückzuführen, die nicht gerade ideal waren, ohne jedoch einen ausschlaggebenden Einfluss auf die Konkurrenz zu haben.
Es gab unterschiedliche Darbietungen, wobei die sportliche Auffassung bei weitem überragte. Vereinzelt gab es Vorträge, die in Richtung Ballett und Varieté, Eistanzen oder Schaunummern gingen. In der Notengebung wurden eher bescheidene Läuferinnen wie z. B. Lerchová, Hug und Solar gedrückt. Die Leistungen der drei Schweizerinnen waren nicht ganz zufriedenstellend, denn sie hatten bei den nationalen Meisterschaften bewiesen, dass ihr Standard auf höherer Stufe stand.

### Paare
| Platz | Land | Paar                                        | Pz            | Pkt.          |
| ----- | ---- | ------------------------------------------- | ------------- | ------------- |
| 1     | BEL  | Micheline Lannoy / Pierre Baugniet          | 017,5         | 11,227        |
| 2     | HUN  | Andrea Kékesy / Ede Király                  | 026,0         | 11,109        |
| 3     | CAN  | Suzanne Morrow / Wallace Diestelmeyer       | 031,0         | 11,000        |
| 4     | USA  | Yvonne Sherman / Robert Swenning            | 053,0         | 10,581        |
| 5     | GBR  | Winifred Silverthorne / Dennis Silverthorne | 053,0         | 10,572        |
| 6     | USA  | Karol Kennedy / Peter Kennedy               | 059,5         | 10,536        |
| 7     | HUN  | Marianna Nagy / László Nagy                 | 089,0         | 09,909        |
| 8     | GBR  | Jennifer Nicks / John Nicks                 | 098,0         | 09,700        |
| 9     | AUT  | Herta Ratzenhofer / Emil Ratzenhofer        | 111,5         | 09,436        |
| 10    | NOR  | Margot Walle / Allan Fjeldheim              | 118,5         | 09,281        |
| 11    | AUT  | Susanne Giebisch / Helmut Seibt             | 117,5         | 09,117        |
| 12    | SUI  | Luny Unold / Hans Kuster                    | 120,0         | 09,281        |
| 13    | ITA  | Grazia Barcellona / Carlo Fassi             | 121,5         | 09,263        |
| 14    | FRA  | Denise Favart / Jacques Favart              | 139,0         | 08,700        |
|       | TCH  | Blažena Knittlová / Karel Vosátka           | zurückgezogen | zurückgezogen |

Kür: 7. Februar, 13:00 Uhr
Der Wettbewerb im Paarlaufen, an dem 15 Paare aus 11 Ländern teilnahmen, bestand aus einer fünfminütigen Kür. Die Leistungen wurden von elf Wertungsrichtern beurteilt. Die Belgier Micheline Lannoy und Pierre Baugniet gewannen die erste und bisher einzige olympische Goldmedaille im Eiskunstlauf für ihr Land, indem sie die Ungarn Andrea Kékesy und Ede Király sowie die Kanadier Suzanne Morrow und Wallace Diestelmeyer auf die Plätze verwiesen.
Während des Bewerbs herrschte Schneetreiben, welches die auftretenden Paare behinderte. Aber auch unter Berücksichtigung dieser ungünstigen Wetterbedingungen war zu konstatieren, dass das Paarlaufen jener Zweig des Kunstlaufkonkurrenzen war, der am wenigsten Fortschritte gemacht hatte. Es fehlten momentan Spitzenkönner von Format der ehemaligen Weltklasse. Kein einziges Paar lief wie aus einem Guss, drehte die verschiedenen Pirouetten in völlig gleicher Geschwindigkeit oder war in der Ausführung der Sprünge gleichwertig. Trotz diesen Einschränkungen kamen aber die Schönheiten, die dem Paarlaufen innewohnten, deutlich zum Vorschein. Dies galt besonders für die Kür des belgischen Siegerpaares, das nicht nur flüssig und elegant, sondern auch sein mit großen Schwierigkeiten gespicktes Programm exakt zum Vortrag brachte. Kleine Unebenheiten konnten aber den Gesamteindruck nicht verwischen, dass in Inhalt wie Ausführung diese Vorführung die beste war. Am nächsten kamen Kékesy/Király. Das kanadische Paar Morrow/Diestelmeyer demonstrierte einen ausgesprochen modernen Paarlaufstil.
Wie schon bei den Einzelkonkurrenzen war auch hier das Bestreben unverkennbar, auf Kosten der Dauerleistung während der ganzen fünf Minuten sich auf einige Glanzproduktionen zu konzentrieren und zwischendurch Erholungspausen einzuschalten, was Leerlauf bedeutete und in der Wirkung den Gesamteindruck stark beeinträchtigte. Einige begannen im vollen Tempo mit Anhäufung von Schwierigkeiten und fielen gegen den Schluss hin stark ab, andere gingen umgekehrt an die Lösung ihrer Aufgabe heran, und die besten hielten ein hohes Niveau vom Anfang bis Ende durch. Darin zeigten sich die Unterschiede im Können oft noch mehr als in den aufgezeigten Noten, die manchmal nach merkwürdigen Gesichtspunkten gegeben wurden, aber den Ausgang der Konkurrenz nicht wesentlich haben beeinflussen können.